# 阿尔维托·罗德里格斯·罗德里格斯
阿尔维托·罗德里格斯·罗德里格斯（西班牙語：Alberto Rodríguez Rodríguez，1981年12月11日—）是西班牙左翼政治人物，社会活动家。

## 经历
1981年出生于加那利群岛圣克鲁斯-德特内里费。环境化学专科毕业后，在一家煉油廠工作了九年，期间担任工会代表，经常参加学生抗议活动，表达利益诉求。2012年，他在愤怒者运动中被捕，并被无罪释放。2014年参与了“我們能”党的创建，2016年当选国会议员。
2019年6月5日，接替巴勃罗·埃切尼克出任党组织书记。